# Коломыйский район
Коломы́йский райо́н (укр. Коломийський район) — административная единица Ивано-Франковской области Украины. Административный центр — город Коломыя. Коломыйский район расположен в историко-этнографической области Покутье.

## География
Расположен на востоке Ивано-Франковской области. Район в старых границах до 2020 года занимает площадь 1026 км² (три поселка городского типа и 80 сел).
По территории района протекает река Белелуйка.

## История
Район был образован в УССР в 1940 году.
На территории Коломыйского района расположены древние поселения Покутья: посёлок Отыния (XIII век) — главный опорный пункт во время крестьянского восстания под предводительством С. Высочана (1848); посёлок Печенежин (XIV век) — место рождения Олексы Довбуша (1700—1745), руководителя опришковского движения, с. Коршев (в письменных источниках упоминается впервые в 1434 году).
17 июля 2020 года в результате административно-территориальной реформы район был укрупнён, в его состав вошли территории:
- Коломыйского района,
- Городенковского района,
- Снятынского района,
- Трачский сельский совет Косовского района,
- Саджавский сельский совет Надворнянского района,
- а также города областного значения Коломыя.

## Население
Численность населения района в укрупнённых границах — 279,8 тыс. человек.
Численность населения района в границах до 17 июля 2020 года по состоянию на 1 января 2020 года — 96 573 человека, из них городского населения — 12 516 человек, сельского — 84 057 человек.

## Административное устройство
Район в укрупнённых границах с 17 июля 2020 года делится на 13 территориальных общин (громад), в том числе 3 городские, 5 поселковых и 5 сельских общин (в скобках — их административные центры):
- Городские:
  - Коломыйская городская община (город Коломыя),
  - Городенковская городская община (город Городенка),
  - Снятынская городская община (город Снятын);
- Поселковые:
  - Гвоздецкая поселковая община (посёлок Гвоздец),
  - Заболотовская поселковая община (посёлок Заболотов),
  - Отынийская поселковая община (посёлок Отыния),
  - Печенежинская поселковая община (посёлок Печенежин),
  - Чернелицкая поселковая община (посёлок Чернелица);
- Сельские:
  - Коршевская сельская община (село Коршев),
  - Матеевецкая сельская община (село Матеевцы),
  - Нижневербижская сельская община (село Нижний Вербиж),
  - Подгайчиковская сельская община (село Подгайчики),
  - Пядикская сельская община (село Пядики).

## Достопримечательности
О богатом историческом прошлом Коломыйщины свидетельствуют памятники архитектуры, сохранившиеся до наших дней. В селах и поселках района есть 54 сооружения, ценные своим стилем, способом строительства, использованием местных строительных материалов. Важнейшие и самые древние из них
- костел бернардинцев, келья монастыря и надвратная колокольня в Гвоздце;
- церковь св. Михаила в Великой Каменке;
- колокольня XVIII в. и старая школа в Печенежине;
- церковь Вознесения Господня в Струпкове;
- церковь св. Юрия и колокольня в Бабинце;
- костел — памятник готической архитектуры в Отынии;
- деревянная Благовещенская (или Спасская) церковь в Коломые.